# Lépisosté de Floride
Lepisosteus platyrhincus
Espèce
Synonymes
- Cylindrosteus megalops Fowler, 1911
- Lepisosteus platyrhynchus DeKay, 1842

Statut de conservation UICN

 LC  : Préoccupation mineure
Le Lépisosté de Floride (Lepisosteus platyrhincus) est une espèce de poissons d'Amérique du Nord dont la vessie natatoire a été modifiée en vessie gazeuse. L'épithélium s'y est soulevé en replis richement vascularisés, ce qui permet des échanges gazeux en milieu aérien.